# 허도환
허도환(許道煥, 1984년 7월 31일 ~ )은 전 KBO 리그의 LG 트윈스 포수이자, 현 MBC 스포츠플러스 야구 해설위원이다. 그의 형은 전 KBO 리그 두산 베어스의 투수인 허태양이다.

## 아마추어 시절
2003년에 두산 베어스의 2차 7라운드 지명을 받았으나 계약하지 못했고 단국대학교에 입학했다. 단국대 4학년 때 오재원, 전준우, 모창민과 함께 한·미 대학 선수권 대회에 참가했다.

## 두산 베어스시절
단국대 졸업 직전에 팀이 그의 지명권을 포기해서 신고선수로 계약을 맺고 입단하였다. 입단 후 곧바로 정식 선수로 등록됐고, 2007년 5월 23일에 부상을 당한 포수 홍성흔을 대신해 1군에 등록됐다. 2007년 5월 27일 한화전에 대주자로 출전했으나 이 때 부상이 재발해 더 이상의 기회를 얻지 못했다. 단국대 시절부터 팔꿈치 통증이 재발했고, 인대 손상으로 2007년 10월에 방출됐다.

## 넥센 히어로즈시절
방출 후 2008년 5월에 토미 존 수술을 받았고, 그 해 말에 입소해 성남시에서 공익근무요원으로 대체 복무했다. 소집 해제 후 2010년 11월에  입단 테스트를 받아 이듬해 2011년 1월에 신고선수로 계약을 맺었다. 당시 주전 포수였던 강귀태의 부상이 장기화됐고, 허준이 부상으로 컨디션이 떨어지자 당시 감독이었던 김시진이 그를 콜업했다. 2011년 6월 1일 1군 등록과 동시에 정식 선수로 승격됐rh, 4년 만에 1군에 복귀했다. 1군 등록 첫 날 롯데전에서 허준을 대신해 포수를 맡았다. 2011년 6월 16일 두산전에서 2루타를 쳐 내며 친정 팀을 상대로 데뷔 첫 안타, 타점을 기록했다. 2011년 7월 2일 SK전에서 결승타를 쳐 냈고, 바운드 볼 및 파울 등을 몸으로 막아내는 투혼을 보이며 방송사 선정 MVP를 수상했다. 8월 23일 LG와의 경기에서 대타로 나와 희생 플라이를 쳐 내며 팀의 승리에 기여했다. 타격이 조금 떨어지는 게 단점이지만 안정된 수비력과 투수들을 편하게 리드해 주는 능력을 바탕으로 시즌 끝까지 주전 포수 자리를 굳게 지켰rh, 김시진이 전적으로 신뢰하게 됐다. 시즌 후 김시진은 그와 심수창, 강윤구 등 3명의 선수를 지목하며 올해의 큰 수확이라 했다.
2012년 5월 11일 SK 와이번스와의 경기에서 투수 이재영을 상대로 데뷔 첫 홈런을 쳐 냈다.
2014년 시즌 중 선발 라인업에서 제외된 사이 박동원이 좋은 성적을 내 주전에서 밀렸고, 이후에는 백업으로 출장했다.

## 한화 이글스시절
2015년 4월 8일 당시 넥센 히어로즈 소속이었던 그와 이성열, 한화 이글스 소속이었던 양훈과 2:1 트레이드를 통해 이적하였다.

## SK 와이번스시절
2018년 KBO 리그 2차 드래프트를 통해 이적하였다.
2018년 한국시리즈에서 우승해 생애 첫 우승 반지를 끼었다.

## kt 위즈시절
2019년 11월 21일 당시 kt 위즈 소속이었던 윤석민과 1:1 트레이드를 통해 이적했다. 2021년 한국시리즈에서 우승하였다.

## LG 트윈스시절
2021년 시즌 후 FA 자격을 얻었고, 2021년 12월 30일에 총액 2년 4억 원에 LG 트윈스로 이적했다.
2023년 한국시리즈에서 우승해 SK, KT 그리고 LG까지 3개 팀에서 우승을 맛보았다.(일명 통신3사 우승)

## 은퇴 후
2024 시즌을 마치고 LG 트윈스에서 방출된 후 은퇴했다.
은퇴 후 MBC 스포츠+의 해설위원으로 영입됐다.

## 별명
- 포켓몬스터에 나오는 꼬부기를 닮았다고 해서 '허부기'라고 불린다.
- 2018 시즌에 SK 와이번스로 이적하여 우승, kt 위즈로 이적해서는 2021 시즌에 팀이 우승, 그리고 LG 트윈스로 이적하여 2023 시즌에 팀이 우승을 거두어 우승 청부사라는 별명이 붙었다.

## 에피소드
- 올스타전 투표에서 웨스턴 리그 포수 중 그가 압도적인 표차로 1위를 달리자 당시 넥센 히어로즈의 감독이었던 김시진은 알바를 써서 투표를 조작하는 게 아니냐고 말했다.[14] 그는 723,408표를 득표하여 생애 처음으로 올스타전에 출전했다.

## 출신 학교
- 서울학동초등학교
- 이수중학교
- 서울고등학교
- 단국대학교 스포츠과학부

## 배우자
- 남지영(2019년~)

## 통산 기록
| 연도 | 팀명   | 타율  | 경기 | 타수 | 득점 | 안타 | 2루타 | 3루타 | 홈런 | 루타 | 타점 | 도루 | 도실 | 볼넷 | 사구 | 삼진 | 병살 | 실책 |
| ---- | ------ | ----- | ---- | ---- | ---- | ---- | ----- | ----- | ---- | ---- | ---- | ---- | ---- | ---- | ---- | ---- | ---- | ---- |
| 2007 | 두산   | 0.000 | 1    | 0    | 0    | 0    | 0     | 0     | 0    | 0    | 0    | 0    | 0    | 0    | 0    | 0    | 0    | 0    |
| 2011 | 넥센   | 0.223 | 79   | 166  | 13   | 37   | 6     | 1     | 0    | 45   | 15   | 2    | 2    | 11   | 2    | 43   | 6    | 6    |
| 2012 | 넥센   | 0.195 | 94   | 210  | 11   | 41   | 11    | 0     | 1    | 55   | 14   | 0    | 0    | 15   | 7    | 62   | 5    | 5    |
| 2013 | 넥센   | 0.215 | 116  | 260  | 29   | 56   | 12    | 1     | 1    | 73   | 19   | 0    | 2    | 29   | 14   | 86   | 7    | 8    |
| 2014 | 넥센   | 0.220 | 93   | 182  | 18   | 40   | 8     | 0     | 2    | 54   | 12   | 0    | 0    | 20   | 8    | 52   | 6    | 5    |
| 2015 | 한화   | 0.176 | 61   | 91   | 8    | 16   | 7     | 0     | 1    | 26   | 6    | 0    | 0    | 7    | 5    | 29   | 3    | 3    |
| 2016 | 한화   | 0.218 | 48   | 78   | 9    | 17   | 8     | 0     | 0    | 25   | 12   | 0    | 0    | 6    | 5    | 21   | 2    | 1    |
| 2017 | 한화   | 0.225 | 30   | 40   | 4    | 9    | 3     | 0     | 1    | 15   | 4    | 0    | 0    | 4    | 2    | 10   | 2    | 0    |
| 2018 | SK     | 0.273 | 23   | 22   | 4    | 6    | 0     | 0     | 1    | 9    | 1    | 0    | 0    | 1    | 1    | 8    | 1    | 0    |
| 2019 | SK     | 0.127 | 56   | 79   | 3    | 10   | 3     | 0     | 1    | 16   | 6    | 0    | 1    | 5    | 3    | 18   | 3    | 2    |
| 2020 | kt     | 0.264 | 52   | 53   | 2    | 14   | 1     | 0     | 0    | 15   | 5    | 0    | 0    | 6    | 2    | 15   | 2    | 3    |
| 2021 | kt     | 0.276 | 62   | 105  | 8    | 29   | 6     | 0     | 2    | 41   | 21   | 0    | 0    | 8    | 2    | 28   | 3    | 1    |
| 2022 | LG     | 0.247 | 64   | 85   | 7    | 21   | 5     | 0     | 1    | 29   | 6    | 0    | 0    | 2    | 2    | 26   | 2    | 0    |
| 2023 | LG     | 0.141 | 47   | 64   | 8    | 9    | 3     | 0     | 2    | 18   | 10   | 0    | 0    | 3    | 6    | 20   | 3    | 0    |
| 2024 | LG     | 0.138 | 59   | 80   | 10   | 11   | 2     | 0     | 0    | 13   | 11   | 0    | 1    | 9    | 10   | 26   | 4    | 2    |
| 통산 | 14시즌 | 0.209 | 885  | 1515 | 134  | 316  | 75    | 2     | 13   | 434  | 142  | 2    | 6    | 126  | 69   | 444  | 49   | 36   |